# Ога (полуостров)
Ога (яп. 男鹿半島 ога-ханто:) — полуостров в Японии, на севере Хонсю, в центральной части префектуры Акита. Полуостров вдаётся в побережье Японского моря.
Большая часть полуострова административно принадлежит одноимённому городу.
Северная оконечность полуострова — мыс Нюдо-саки. На юге полуостров образует бухту Фунагава. В западное побережье Ога вдаются бухты Тога и Камоаоса.
Наивысшая точка Ога — гора Мотояма (本山) высотой 715 метров. Площадь полуострова составляет 224 км².
В древности Ога являлся островом, отделённым от Хонсю проливом. Позже наносы рек Омоно и Ёнесиро (река) образовали песчаные косы, присоединив остров к большой земле с юга и севера. Между ними образовалось озеро Хатирогата.